# Église Saint-Christophe de Bléré
Pour les articles homonymes, voir Église Saint-Christophe.
L'église Saint-Christophe de Bléré est une église paroissiale affectée au culte catholique dans la commune française de Bléré, dans le département d'Indre-et-Loire.
L'édifice, dont les plus anciennes parties remontent au XIe siècle, est fortement remanié et agrandi au XVe siècle. Il est classé comme monument historique en 1941.

## Localisation
L'église, parfaitement orientée est-ouest, se trouve dans le centre du bourg de Bléré.

## Histoire
L'église, dans sa configuration moderne, résulte de la réunion, au XVe siècle, de deux structures du XIIe siècle, la chapelle Saint-Julien au nord et la chapelle Saint-Martin au sud, jusque là séparées par une ruelle. C'est également au XVe siècle que deux chapelles sont élevées au nord et au sud du chœur.
Au XVIe siècle, une autre chapelle est construite à l'angle nord-ouest de la nef septentrionale.
Le mur nord et les voûtes de cette nef sont reprises à l'époque moderne.
L'église est classée comme monument historique par arrêté du 7 août 1941.

## Description

### Architecture
L'église est un édifice composite constitué d'une nef à deux vaisseaux. Celui situé au nord est le plus ancien et il est doublé au sud d'une nef secondaire ou collatéral, plus récente. La nef septentrionale se prolonge vers l'est d'un chœur au-dessus duquel est bâti le clocher, puis d'une abside semi-circulaire. Quatre chapelles existent. La plus ancienne et la plus grande est accolée au mur gouttereau sud de la nef secondaire ; deux autres sont situées de part et d'autre de la travée de chœur ; la dernière se situe à l'angle nord-ouest de la nef principale.
La façade de la nef septentrionale, en petit appareil du XIe siècle, et percée d'une porte et d'une baie du XVe siècle.
Le chœur est voûté en croisée d'ogives. L'abside qui le prolonge, de forme semi-circulaire, est voûtée en cul-de-four ; elle est éclairée par trois baies en plein cintre.
La chapelle Saint-Martin, dont seules les deux premières travées sont préservées, est couverte de voûtes de style gothique de l'Ouest. Elle communique, vers l'est, avec une chapelle voûtée en ogives qui s'ouvre également dans le nef et le chœur.
Le clocher sur plan octogonal est surmonté d'une flèche en pierre.

### Mobilier et décor
Plusieurs éléments du mobilier ou du décor de l'église sont protégés comme objets monuments historiques. Il s'agit d'une cloche fondue en 1574 comme en témoigne l'inscription qu'elle porte, d'un tabernacle sur lequel est peinte la date de 1628, de l'orgue de tribune fabriqué au milieu du XIXe siècle, de trois statues en terre cuite polychrome (saint Jacques, saint Christophe et le Christ en croix) et d'un tableau du XVIIe siècle représentant l'Assomption.

## Pour en savoir plus